# زمین‌لرزه ۱۹۰۹ چین
زمین‌لرزه چین  در تاریخ ۱۱ مه ۱۹۰۹ میلادی، برابر با ‎۲۱ اردیبهشت ۱۲۸۸، ساعت ۱۵:۵۴:۲۴ به زمان یوتی‌سی در چین   رخ داد.  بزرگی آن  ۶٫۵  در مقیاس   ریشتر  اعلام شده‌است. زمین‌لرزه به وقت محلی در روز سه‌شنبه، ساعت ۲۳ روی داده و منطقه زمانی آن  یوتی‌سی +۸ بوده‌است .
سازمان زمین‌شناسی آمریکا نیز جای این زمین‌لرزه را در مختصات ۲۴°۲۴′شمالی ۱۰۳°۰۰′شرقی / ۲۴٫۴°شمالی ۱۰۳°شرقی  و بزرگی آنرا برابر با ۶٫۵ در مقیاس ریشتر اعلام کرده‌است. 
شمار کشتگان زلزله حدود  ۱۹ نفر بوده‌است.